# Antonio Gherardi

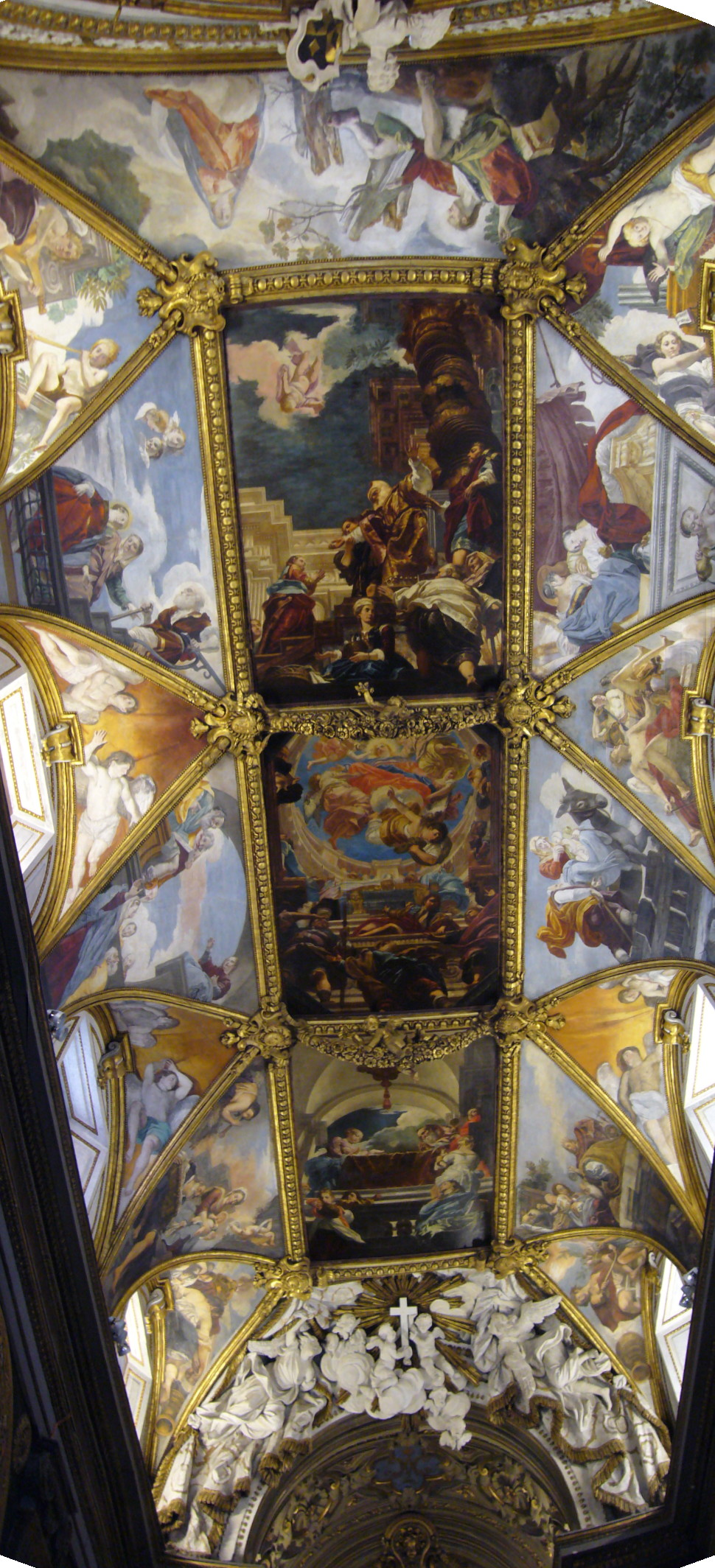
Soffitto, Santa Maria in Trivio, Roma

Antonio Gherardi, già Tatoti (Rieti, 20 settembre 1638 – Roma, 10 maggio 1702) è stato un pittore e architetto italiano.

## Vita e opere
Antonio Tatoti nacque a Rieti, segnalatosi come una promessa della pittura fu preso sotto la protezione del Governatore reatino Bulgarino Bulgarini, che lo spedì a Roma nel 1656. Qui venne a contatto con la grande pittura barocca e fu allievo nella bottega di Pietro da Cortona, con il quale collaborò come stuccatore nei suoi grandi cicli d'affresco per le chiese romane. Frequentò anche la bottega di Pier Francesco Mola.
In questo periodo cambiò il suo nome in Antonio Gherardi. Cominciò per lui un periodo di viaggi che lo portarono in contatto con le scuole barocche di molte città italiane, tra il 1667 e il 1669, tra cui Bologna, Genova, Milano, Venezia, Firenze e Perugia. Tornato a Roma entrò nell'Accademia di San Luca nel 1674.

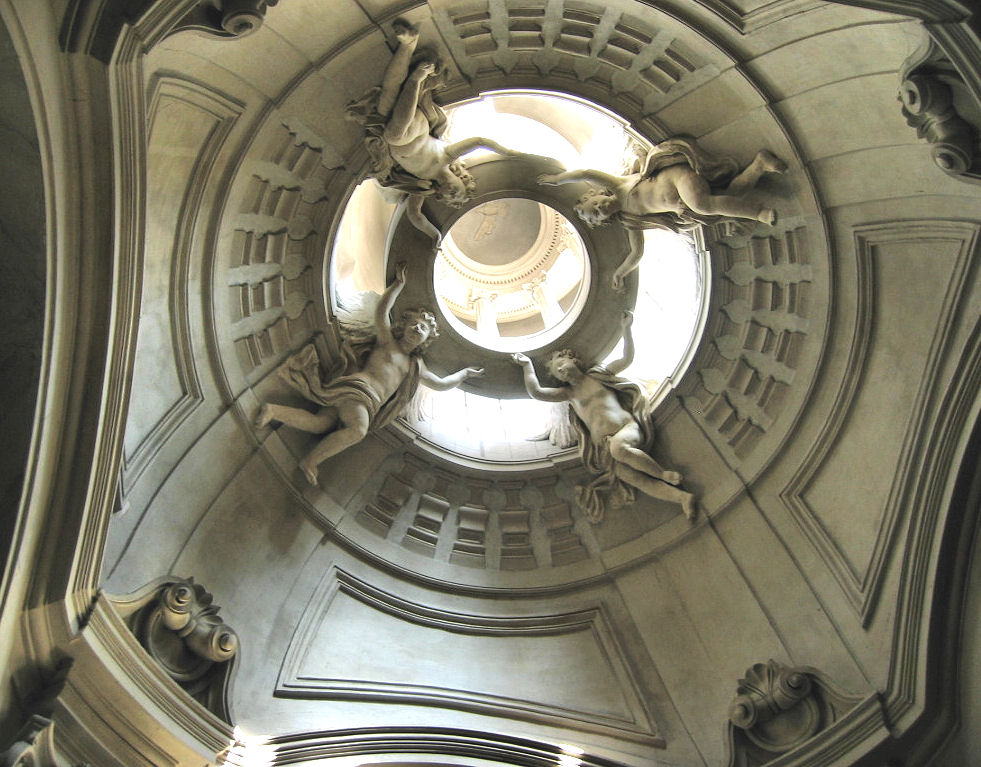
La cappella Avila a Santa Maria in Trastevere

Lavorò molto soprattutto nei centri dello Stato Pontificio. Nel 1682, nella sua città natale gli venne concessa la patente di nobiltà. Come architetto fu coevo di Gian Lorenzo Bernini e Francesco Borromini, ma colui da cui subì l'influenza più forte fu l'architetto Guarino Guarini, a cui s'ispira per la sua opera più ardita: la cupola della Capella Avila nella chiesa di Santa Maria in Trastevere (1678-1680). Ma altre sue opere architettoniche furono anche le costruzioni della Cappella del Beato Francesco Solano (1675), per la Basilica di Santa Maria in Aracoeli, e la Cappella di Santa Cecilia (1695-1700), per San Carlo ai Catinari, ambedue a Roma.

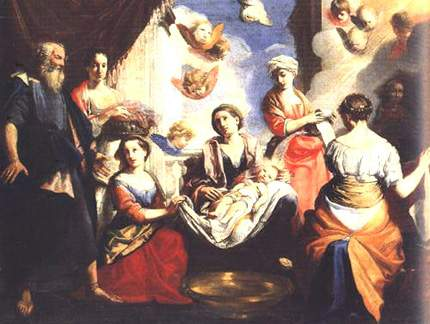
Natività della Vergine, Cattedrale di Gubbio

Al primo periodo di attività sono state ricondotte due tele, raffiguranti la Nascita di San Giovanni Battista e Il Martirio di San Giovanni Evangelista (Rieti, collezione privata).
Tra le sue opere pittoriche si segnalano la decorazione di Santa Maria in Trivio. Questi affreschi sono considerati da Filippo Titi, nel suo saggio Descrizione delle pitture, sculture e architetture esposte al pubblico in Roma del 1763, come:
notando così l'influsso avuto dal pittore durante i suoi viaggi nell'Italia del nord.
Altre sue opere importanti furono: la Natività della Vergine del duomo di Gubbio, l'Estasi di S. Teresa a Santa Maria in Transpontina, e l'Immacolata Concezione (Rieti, chiesa di Sant'Antonio al Monte). Nel Museo civico di Rieti sono conservati i suoi dipinti San Leonardo visita un carcerato (1698) e Ritratto di Paolo Mattei (attribuito).
Spesso la sua poliedrica attività lo portò ad usare le sue doti di architetto, pittore e decoratore a stucco, a congegnare tutte le fasi della costruzione e decorazione delle sue cappelle, formando un unicum artistico al contrario dei pittori suoi contemporanei che usavano gli allievi per le pale d'altare, le decorazioni a fresco e la struttura architettonica.
Fu pittore di pale d'altare per varie chiese e palazzi romani, ma lavorò anche per le chiese dei paesi intorno a Roma, come le cattedrali di Monterotondo, Poggio Mirteto e della stessa sua città natale.
Sul suo stile pittorico l'erudito settecentesco Luigi Lanzi sollevò qualche critica, presentandolo come semplice allievo del Mola, ma senza una sua originalità:
(Luigi Lanzi, Storia pittorica dell'Italia Tomo II)
Antonio Gherardi morì a Roma nel 1702 ancora in piena attività e molto celebrato.